# Liste der Auslandsvertretungen des Senegal

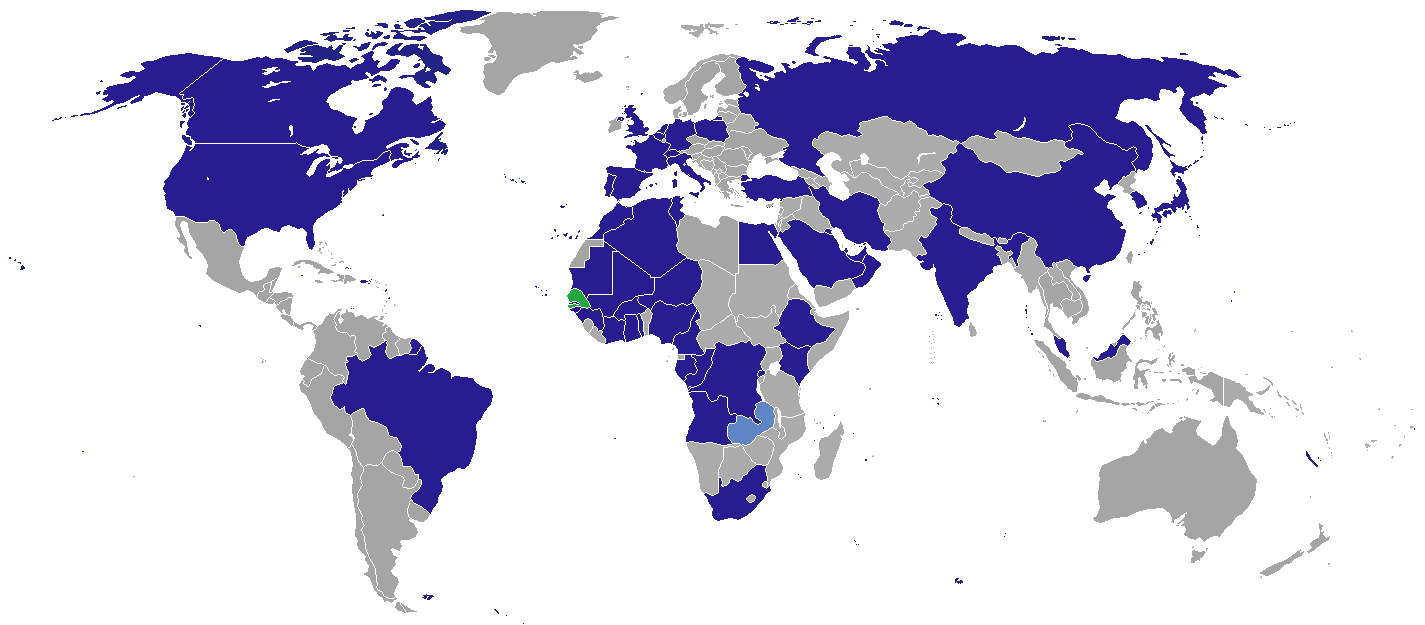
Standorte der diplomatischen Vertretungen des Senegal

Dies ist eine Liste der diplomatischen und konsularischen Vertretungen des Senegal.

## Diplomatische und konsularische Vertretungen

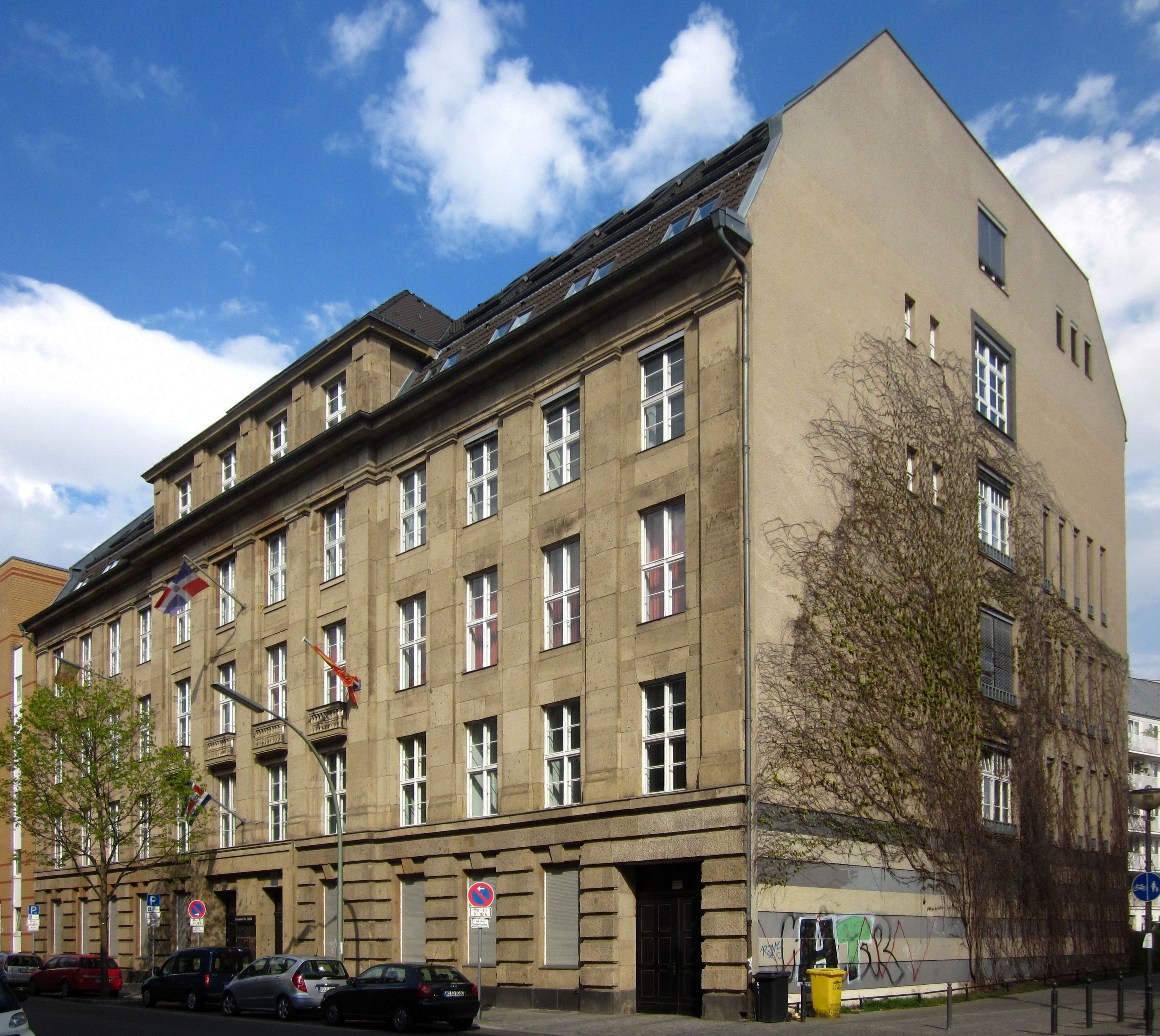
Senegalesische Botschaft in Berlin

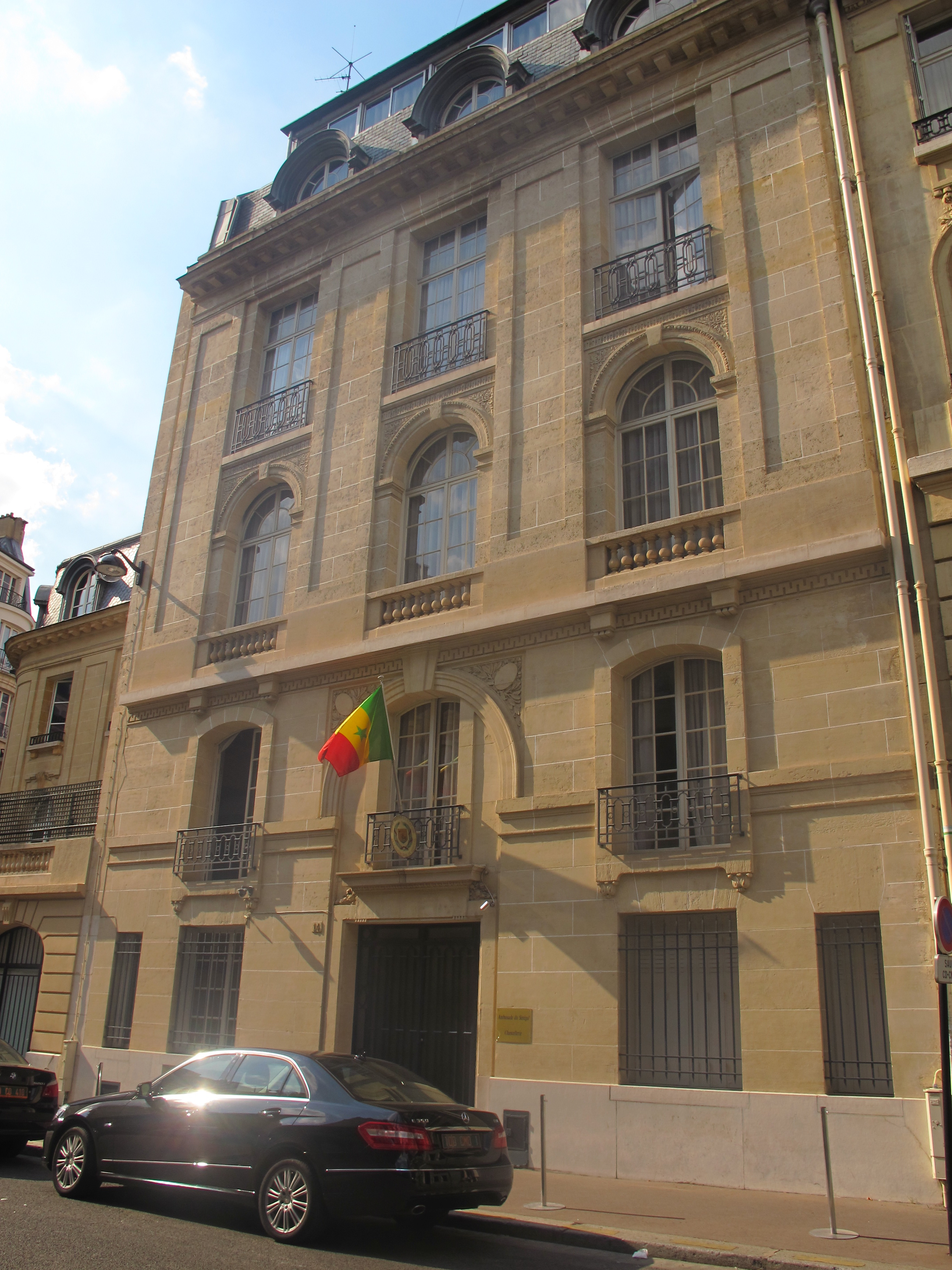
Senegalesische Botschaft in Paris

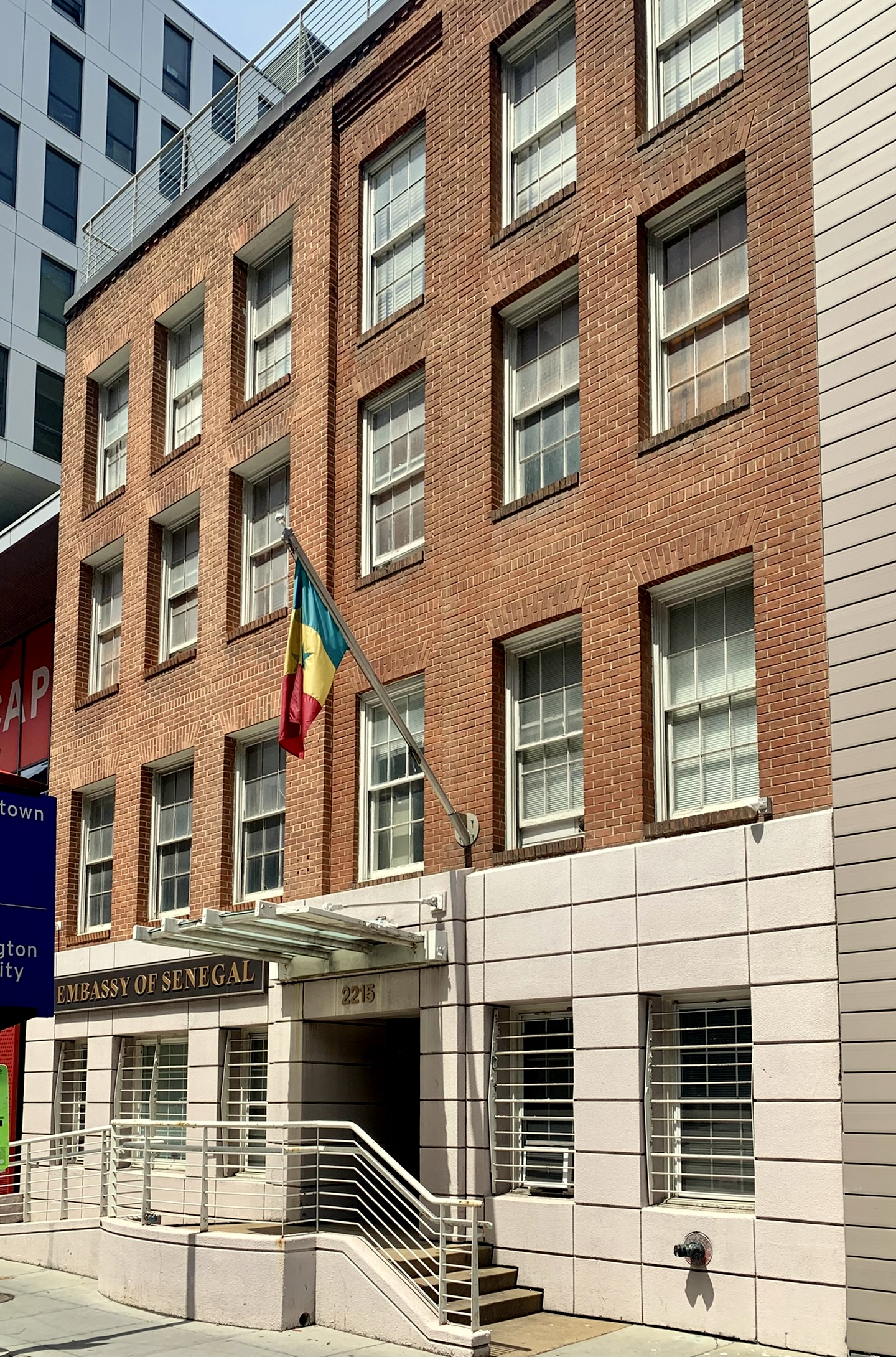
Senegalesische Botschaft in Washington, D.C.

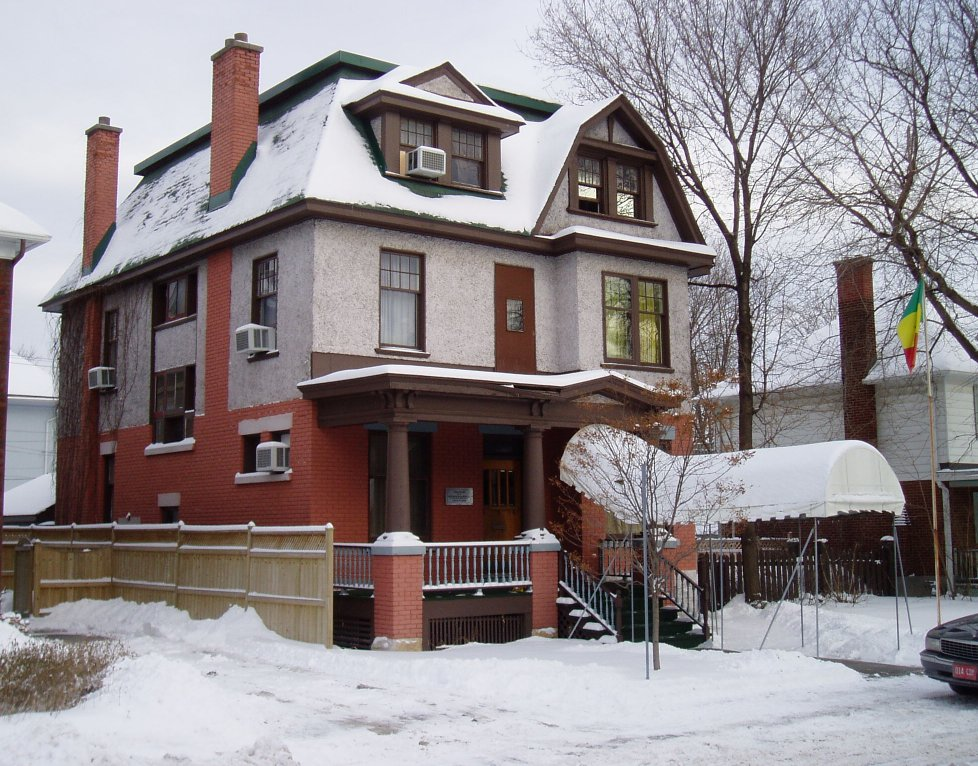
Senegalesische Botschaft in Ottawa

### Afrika
| - Ägypten: Kairo, Botschaft - Algerien: Algier, Botschaft - Äthiopien: Addis Abeba, Botschaft - Burkina Faso: Ouagadougou, Botschaft - Elfenbeinküste: Abidjan, Botschaft - Gabun: Libreville, Botschaft - Gambia: Banjul, Botschaft - Ghana: Accra, Botschaft - Guinea: Conakry, Botschaft - Guinea-Bissau: Bissau, Botschaft - Kamerun: Jaunde, Botschaft - Kap Verde: Praia, Botschaft - Kenia: Nairobi, Botschaft - DR Kongo: Kinshasa, Botschaft | - Kongo: Brazzaville, Botschaft - Kongo: Pointe-Noire, Generalkonsulat - Libyen: Tripolis, Botschaft - Mali: Bamako, Botschaft - Marokko: Rabat, Botschaft - Marokko: Casablanca, Konsulat - Marokko: Ad-Dakhla, Generalkonsulat - Mauretanien: Nouakchott, Botschaft - Nigeria: Abuja, Botschaft - Nigeria: Lagos, Generalkonsulat - Sambia: Lusaka, Botschaft - Südafrika: Pretoria, Botschaft - Togo: Lomé, Generalkonsulat - Tunesien: Tunis, Botschaft |

### Amerika
| - Brasilien: Brasília, Botschaft - Kanada: Ottawa, Botschaft | - Vereinigte Staaten: Washington, D.C., Botschaft - Vereinigte Staaten: New York, Generalkonsulat |

### Asien
| - Volksrepublik China: Peking, Botschaft - Indien: Neu-Delhi, Botschaft - Iran: Teheran, Botschaft - Japan: Tokyo, Botschaft - Katar: Doha, Botschaft - Kuwait: Kuwait, Botschaft | - Malaysia: Kuala Lumpur, Botschaft - Oman: Maskat, Botschaft - Saudi-Arabien: Riad, Botschaft - Saudi-Arabien: Dschidda, Generalkonsulat - Südkorea: Seoul, Botschaft - Vereinigte Arabische Emirate: Abu Dhabi, Botschaft |

### Europa
| - Belgien: Brüssel, Botschaft - Deutschland: Berlin, Botschaft - Frankreich: Paris, Botschaft - Frankreich: Bordeaux, Generalkonsulat - Frankreich: Lyon, Generalkonsulat - Frankreich: Marseille, Generalkonsulat - Frankreich: Le Havre, Konsulat - Italien: Rom, Botschaft - Italien: Mailand, Generalkonsulat | - Italien: Neapel, Generalkonsulat - Niederlande: Den Haag, Botschaft - Polen: Warschau, Botschaft - Portugal: Lissabon, Botschaft - Russland: Moskau, Botschaft - Schweiz: Genf, Botschaft - Spanien: Madrid, Botschaft - Türkei: Ankara, Botschaft - Vereinigtes Königreich: London, Botschaft |

## Vertretungen bei internationalen Organisationen
- Vereinte Nationen: New York, Ständige Delegation
- Vereinte Nationen: Genf, Ständige Mission
- AU: Addis Ababa, Ständige Mission
- Europäische Union: Brüssel, Ständige Mission
- UNESCO: Paris, Ständige Mission
- Heiliger Stuhl: Vatikanstadt, Botschaft